# Jim Abrahams
James S. Abrahams, detto Jim (Shorewood, 10 maggio 1944 – Santa Monica, 26 novembre 2024), è stato uno sceneggiatore e regista statunitense, membro del trio Zucker-Abrahams-Zucker.

## Biografia
La prima parte della carriera di Jim Abrahams è caratterizzata dalla collaborazione con i fratelli David e Jerry Zucker, formando il gruppo Zucker-Abrahams-Zucker. Tra i principali lavori del trio hanno particolare successo Ridere per ridere (1977); L'aereo più pazzo del mondo (1980); Top Secret! (1984) e Per favore, ammazzatemi mia moglie (1986).
Il trio Zucker-Abrahams-Zucker, conosciuto anche con l'acronimo ZAZ, vince un premio BAFTA per la sceneggiatura comica del film Una pallottola spuntata, e ciò permette ad Abrahams di raccogliere i fondi per dirigere un film da solo. La sua prima opera è Affari d'oro del 1988, pellicola comico-demenziale in cui ha una parte anche Michele Placido.
Dopo il satirico Roxy - Il ritorno di una stella del 1990, film sull'arroganza delle "rock-star" e sulle smanie delle giovani generazioni, il successo arriva con Hot Shots! del 1991, parodia di Top Gun in cui recita anche Valeria Golino. Di due anni dopo è il seguito Hot Shots! 2, commedia in cui l'eroico pilota del film precedente viene richiamato alle armi per liberare gli ostaggi americani dal dittatore Saddam Hussein.
Dopo aver avuto anche un'esperienza come produttore, Abrahams torna dietro la macchina da presa nel 1997 con il film televisivo Un passo verso il domani e nel 1999 con Mafia!, in cui ironizza sul cinema "mafioso" di Francis Ford Coppola e Martin Scorsese.

## Filmografia parziale

### Attore

#### Cinema
- Ridere per ridere (The Kentucky Fried Movie), regia di John Landis (1977)
- L'aereo più pazzo del mondo (Airplane!), regia di Jim Abrahams, David Zucker e Jerry Zucker (1980)
- Top Secret!, regia di Jim Abrahams, David Zucker e Jerry Zucker (1984)
- Il principe cerca moglie (Coming to America), regia di John Landis (1988)
- Oscar - Un fidanzato per due figlie (Oscar), regia di John Landis (1991)

#### Televisione
- Vincere il tempo: l'ascesa della dinastia dei Lakers (Winning Time: The Rise of the Lakers Dynasty) - serie TV, episodio 1x01 (2022)

### Regista

#### Cinema
- L'aereo più pazzo del mondo (Airplane!), co-regia con David Zucker e Jerry Zucker (1980)
- Top Secret!, co-regia con David Zucker e Jerry Zucker (1984)
- Per favore, ammazzatemi mia moglie (Ruthless People), co-regia con David Zucker e Jerry Zucker (1986)
- Affari d'oro (Big Business, 1988)
- Roxy - Il ritorno di una stella (Welcome Home, Roxy Carmichael, 1990)
- Hot Shots! (1991)
- Hot Shots! 2 (Hot Shots! Part Deux, 1993)
- An Introduction to the Ketogenic Diet - documentario direct-to-video (1994)
- Mafia! (Jane Austen's Mafia!, 1998)

#### Televisione
- Quelli della pallottola spuntata (Police Squad!) - serie TV, episodio 1x01 (1982)
- Un passo verso il domani (First Do No Harm) (1997) - film TV

### Sceneggiatore

#### Cinema
- Ridere per ridere (The Kentucky Fried Movie), regia di John Landis (1977)
- L'aereo più pazzo del mondo (Airplane!), regia di Jim Abrahams, David Zucker e Jerry Zucker (1980)
- Top Secret!, regia di Jim Abrahams, David Zucker e Jerry Zucker (1984)
- Una pallottola spuntata (The Naked Gun: From the Files of Police Squad!), regia di David Zucker (1988)
- Una pallottola spuntata 2½ - L'odore della paura (The Naked Gun 2½: The Smell of Fear), regia di David Zucker (1991)
- Hot Shots!, regia di Jim Abrahams (1993)(1991)
- Hot Shots! 2 (Hot Shots! Part Deux), regia di Jim Abrahams (1993)
- Una pallottola spuntata 33⅓ - L'insulto finale (Naked Gun 33 1/3: The Final Insult), regia di Peter Segal (1994)
- Mafia! (Jane Austen's Mafia!), regia di Jim Abrahams (1998)
- Scary Movie 4, regia di David Zucker (2006)

#### Televisione
- Quelli della pallottola spuntata (Police Squad!) - serie TV, 6 episodi (1982)

## Trasmissioni televisive
- The Tonight Show Starring Johnny Carson - talk show (1972)